# Saint John Riptide
Saint John Riptide, conocido hasta 2016 como Saint John Mill Rats, fueron un equipo de baloncesto canadiense que jugaron en la NBL Canadá, la primera competición profesional de su país. Tenían su sede desde 2010 en la ciudad de Saint John (Nuevo Brunswick), y disputaban sus partidos como local en el Harbour Station, con capacidad para 6.603 espectadores.

## Historia
El club se fundó en 2007 en Mánchester (Nuevo Hampshire), como los Manchester Millrats, y participaron en la ABA una temporada, para pasar posteriormente a la Premier Basketball League en 2008.
En 2010 se trasladan a Saint John, y al año siguiente pasan a formar parte de la recién creada NBL. Su mejor resultado lo consiguieron en 2012, y repitieron en 2016, al llegar hasta semifinales.

## Trayectoria
| Manchester Millrats/Saint John Mill Rats |      |            |         |          |      |                                                   |
| Temporada                                | Liga | P. jugados | Ganados | Perdidos | %    | Play-offs                                         |
| 2007–2008                                | ABA  | 40         | 28      | 12       | .700 | Semifinalista                                     |
| 2009                                     | PBL  | 20         | 16      | 4        | .800 | Campeón de la Atlantic Division                   |
| 2010                                     | PBL  | 20         | 6       | 14       | .300 | -                                                 |
| 2011                                     | PBL  | 20         | 9       | 11       | .450 | -                                                 |
| 2011-12                                  | NBLC | 36         | 17      | 19       | .472 | Pierde con London 2–0 en semifinales              |
| 2012-13                                  | NBLC | 40         | 20      | 20       | .500 | Pierde con Moncton 2-1 en wild card               |
| 2013-14                                  | NBLC | 40         | 23      | 17       | .575 | Pierde con Halifax 3-1 en semifinales de división |
| 2014-15                                  | NBLC | 32         | 17      | 15       | .531 | Pierde con Island 3-2 en semifinales de división  |
| 2014-15                                  | NBLC | 38         | 24      | 14       | .583 | Pierde con Halifax 4-0 en semifinales             |
| Totales                                  | ABA  | 40         | 28      | 12       | .700 |                                                   |
| Totales                                  | PBL  | 60         | 31      | 29       | .518 |                                                   |
| Totales                                  | NBLC | 186        | 101     | 85       | .543 |                                                   |